# 朱瓦能
朱瓦能是非洲南部國家博茨瓦納的城鎮，由南部區負責管轄，附近是鑽石礦場，其出產的鑽石在數目和質量上都是全世界數一數二，鎮上有機場設施，2008年人口估計約18,061。